# Aéroport de Mérida
L'aéroport international Manuel Crescencio Rejón, anciennement l'aéroport de Mérida-Rejón (code IATA : MID • code OACI : MMMD • code DGAC M. : MID) est un aéroport international situé dans la ville mexicaine de Mérida, dans le Yucatán. Il est situé à la périphérie sud de la ville et fait partie des quatre aéroports du Mexique dotés d'un centre de contrôle régional (Centro Mérida / Centre Mérida), les autres étant Mexico, Monterrey et Mazatlán. Le centre Mérida contrôle le trafic aérien dans le sud-est du pays. 
Il gère les vols intérieurs et internationaux et est ouvert 24h / 24. Il peut desservir des avions aussi gros que des Boeing 747 et 777, bien que la plupart des avions effectuant des allers et retours quotidiens soient plus petits. les plus courants sont les 737 et A320. 

## Situation
| \| 500 km1:6 468 000 \| Acapulco Aguascalientes Huatulco Campeche Cancún Chetumal Chihuahua Ciudad · del Carmen Ciudad Juárez Ciudad · Obregón Ciudad · Victoria Colima Cozumel Culiacán Guanajuato Durango Guadalajara Hermosillo Ixtapa · Zihuatanejo La Paz San José · del Cabo Los Mochis Matamoros Mazatlán Mérida Mexicali Mexico B.J. Mexico F.A. Minatitlán Monterrey Morelia Nuevo · Laredo Oaxaca Playa · de Oro Puebla Puerto · Escondido Puerto · Vallarta Querétaro Reynosa San Luis · Potosí Tampico Tapachula Tepic Tijuana Toluca Torreón Tuxtla Gutiérrez Uruapan Veracruz Villahermosa Zacatecas |
| 500 km1:6 468 000 |

## Statistiques
Pour des raisons techniques, il est temporairement impossible d'afficher le graphique qui aurait dû être présenté ici.

Voir la requête brute et les sources sur Wikidata.

## Compagnies et destinations
| Compagnies         | Destinations |
| ------------------ | --- |
| Aeroméxico         | Mexico-B. Juárez |
| Aeroméxico Connect | Mexico-B. Juárez |
| American Eagle     | Miami |
| Interjet           | La Havane-José Martí, Mexico-B. Juárez |
| Magni              | Mexico-B. Juárez |
| MAYAir             | Cancún, Chetumal, Cozumel, Villahermosa-C. Rovirosa |
| TAR                | Querétaro, Tampico-F. J. Mina, Veracruz-H. Jara |
| United Airlines    | Houston-George Bush |
| VivaAerobus        | Guadalajara-M. Hidalgo y Costilla, Mexico-B. Juárez, Monterrey-M. Escobedo, Tuxtla Gutiérrez, Veracruz-H. Jara, Villahermosa-C. Rovirosa                                           |
| Volaris            | Chihuahua-R. Fierro V, Guadalajara-M. Hidalgo y Costilla, Hermosillo, León-Guanajuato (Bajio), Mexico-B. Juárez, Monterrey-M. Escobedo, Oaxaca-Xoxocotlán, Tijuana-A. L. Rodríguez |
| WestJet            | En saison : Toronto (Pearson) |

Édité le 06/05/2019

## Voir également
- Liste des aéroports les plus fréquentés du Mexique